# Disavowed
Disavowed est un groupe néerlandais de brutal death metal, originaire d'Amsterdam.
Le groupe s'inspire entre autres de Suffocation et Vader. Disavowed est un terme anglais pouvant se traduire en français par « désavoué » (voir dans le wiktionnaire : disavowed).

## Historique
Le groupe est initialement formé en 1994 sous le nom de Nocturnal Silence. Après trois démos — Into the Abscess (1995), ...and Create a Moonless Sky (1997), et Plateau (1997) — le groupe se renomme ensuite Disavowed en 2000, puis sort rapidement une première démo, intitulée Point of Few, qui est bien accueillie de la part du public et amène le groupe a un deal avec le label américain Unique Leader Records qui regroupe entre autres Deeds of Flesh et Disgorge deux autres groupes de brutal death. En 2001 sort leur premier album studio, Perceptive Deception. Cette sortie suit l'année suivante, en 2002, d'une tournée aux États-Unis et au Canada ainsi qu'en Europe.
Jusqu'en 2005, le groupe aura des problèmes de batteur (blessures) qui font qu'il n'a d'autre choix que de changer de batteur. Le remplaçant est trouvé en 2006 en la personne de Romain Goulon (Imperial Sodomy, Arsebreed). Le 10 octobre 2007 sort l'album Stagnated Existence au label indépendant Neurotic Records, considéré plus brutal que son prédécesseur. Le groupe apparait aussi dans le magazine néerlandais de metal Aardschok. Le groupe annonce ensuite sa participation au Maryland Deathfest, qui est annulée. En septembre, le groupe annonce le départ de Romain Goulon. Six mois plus tard, le groupe annonce l'arrivée du batteur Morten Løwe, puis part en tournée canadienne avec Beneath the Massacre. Cependant, Løwe quitte le groupe peu de temps après son arrivée en été 2009. Ils recrutent alors Kevin Foley, et participent au festival Mountains of Death. 
Foley quitte le groupe en 2015, et est remplacé par Septimiu Hărşan.

## Membres

### Membres actuels
- Gerben van der Bij - guitare (depuis 2000)[2]
- Robbe Kok - chant solo (depuis 2000)[2]
- Nils Berndsen - basse (depuis 2001)[2]
- Daniel van der Broek - guitare (depuis 2001)[2]
- Septimiu Hărşan - batterie (depuis 2015)[2]

### Anciens membres
- Robbert Vrijenhoek - batterie (2000-2005)[2]
- Joel Sta - guitare, chant (2000)[2]
- Dirk Janssen - batterie (2005-2006)[2]
- Romain Goulon - batterie (2006-2009)[2]
- Morten Løwe Sørensen - batterie (2009-2010)[2]
- Kevin Foley - batterie (2010-2015)[2]